# 余村“两山”会址
30°31′38.07″N 119°36′12.40″E / 30.5272417°N 119.6034444°E
余村“两山”会址，简称两山会址，位于中国浙江省安吉县天荒坪镇余村村文化礼堂二楼，2005年8月15日，时任浙江省委书记的习近平在余村调研，充分肯定余村关停矿山、水泥厂的做法，并在余村村委会议室召开座谈会，首次提出绿水青山就是金山银山（即两山论）的理念，建筑为砖混结构建筑，长7.26米，宽5.96米，设有椭圆形会议桌、座椅等会议设备，2018年4月10日公布为安吉县文物保护单位，2023年6月29日公布为浙江省文物保护单位。